# 李晔 (1928年)
李晔（1928年2月—2014年1月18日），男，河南镇平人，中华人民共和国政治人物，曾任山东省人民政府副省长，山东省人大常委会副主任。